# Provincia de Manuripi
La provincia de Manuripi es una provincia del departamento de Pando, Bolivia, con capital la localidad de Puerto Rico. Se encuentra en el centro del departamento limitado por los río Manuripi al norte, Madre de Dios al sur y río Beni al este, limita con todas las provincias de norte a sur y también con la república del Perú al oeste mediante una línea recta en dirección sureste la provincia tiene una forma alargada.

## Superficie
La provincia tiene una superficie de 22.461 km² siendo la más grande del departamento, que representa el 35,19 % del departamento.

## Demografía
De acuerdo con el censo boliviano de 2024, la población de la provincia de Manuripi es de 18 397 habitantes.
La población de la provincia ha aumentado dos veces y media en las últimas tres décadas:
| Año  | Habitantes | Fuente |
| ---- | ---------- | ------ |
| 1992 | 7 360      | Censo  |
| 2001 | 8 230      | Censo  |
| 2012 | 14 986     | Censo  |
| 2024 | 18 397     | Censo  |

La provincia de Manuripi tenía una población de 14 986 habitantes en 2012, siendo una de las provincias menos pobladas del país, y con una densidad de 0,67 hab/km².
| N.º | Municipio   | Censo 1992 | Censo 2001 | Censo 2012 | Censo 2024 | Crecimiento 1992‑2024 |
| --- | ----------- | ---------- | ---------- | ---------- | ---------- | --------------------- |
| 1.º | Puerto Rico | 3 640      | 4 003      | 6 239      | 7 217      | +98,3 %               |
| 2.º | San Pedro   | —          | 759        | —          | 3 239      | +326,5 %              |
| 3.º | Filadelfia  | —          | 1 342      | —          | 7 941      | +491,6 %              |

## División Política
La provincia de Manuripi está dividida en tres municipios, los cuales son:
| Municipios de la Provincia | Capital     |
| -------------------------- | ----------- |
| Puerto Rico                | Puerto Rico |
| San Pedro                  | San Pedro   |
| Filadelfia                 | Filadelfia  |

## Principales localidades
- Conquista
- Batraja
- Manchester
- Filadelfia
- Luz de América
- Florida
- Buyuyo
- Empresiña
- Holanda
- Espíritu
- San Antonio del Chivé
- San Silvestre
- Fortaleza